# India en los Juegos Olímpicos de París 1924
India estuvo representada en los Juegos Olímpicos de París 1924 por un total de 13 deportistas, 12 hombres y una mujer, que compitieron en 2 deportes.
El equipo olímpico indio no obtuvo ninguna medalla en estos Juegos.